# Kierspe
Kierspe település Németországban, azon belül Észak-Rajna-Vesztfália tartományban. Lakosainak száma 16 320 fő (2023. december 31.). Kierspe Halver, Lüdenscheid és Meinerzhagen községekkel határos.

## Fekvése
Lüdenscheidtől délre fekvő település.

## Története
Kierspét egy kolostor neveként 900-1130 említették először. 1330-ban az itteni fatemplom helyére egy kőtemplom épült, ennek helyén ma az 1816-1817 között készült protestáns Szent Margit plébániatemplom áll.
1574-től, a reformáció alatt a terület és lakói protestánssá lettek.

## Gazdasága
A középkorban gazdaságilag fontos volt a vas feldolgozása, és az érckereskedelem. A városban több érczúzó (kalapácsos) malom is működött.

## Galéria

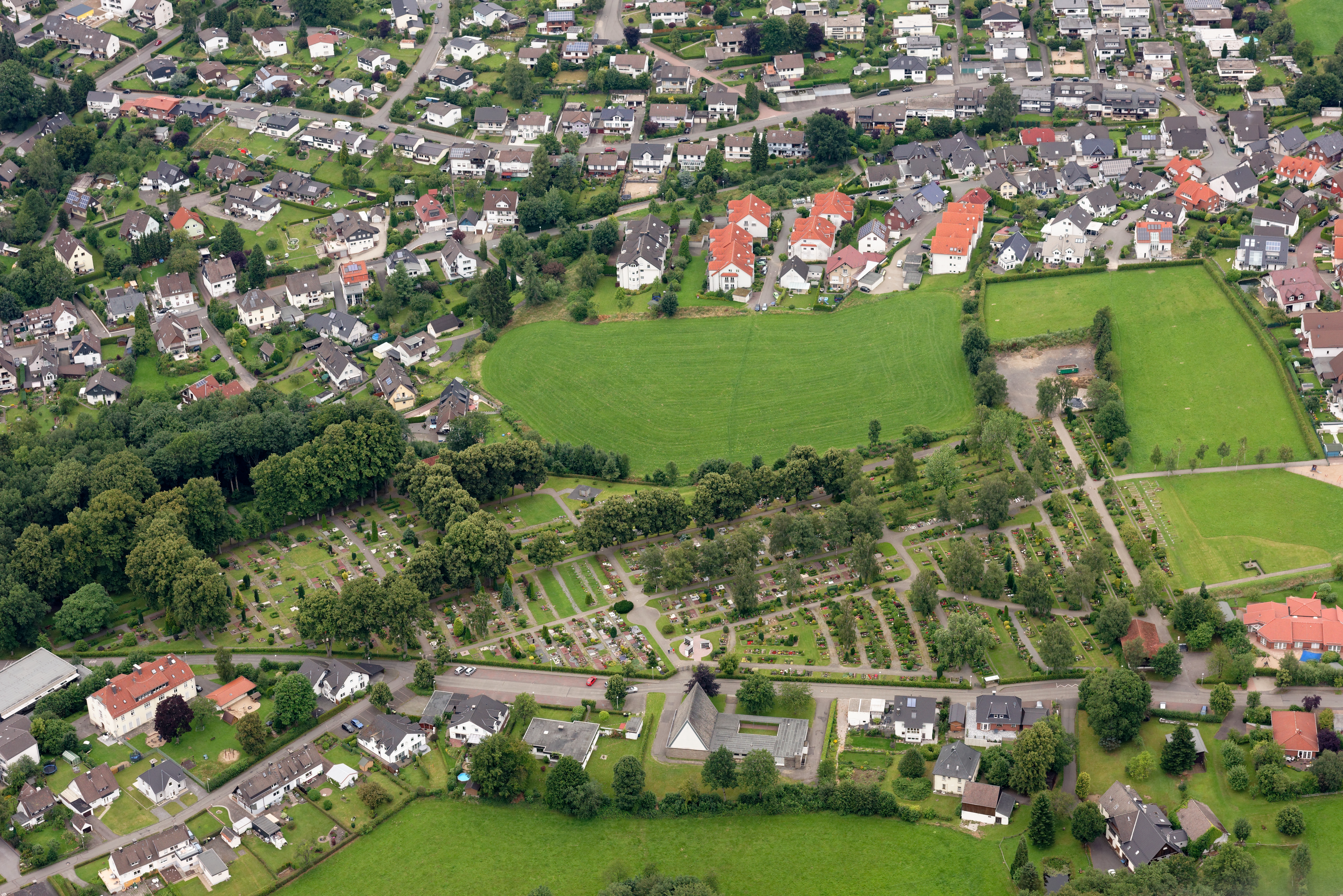
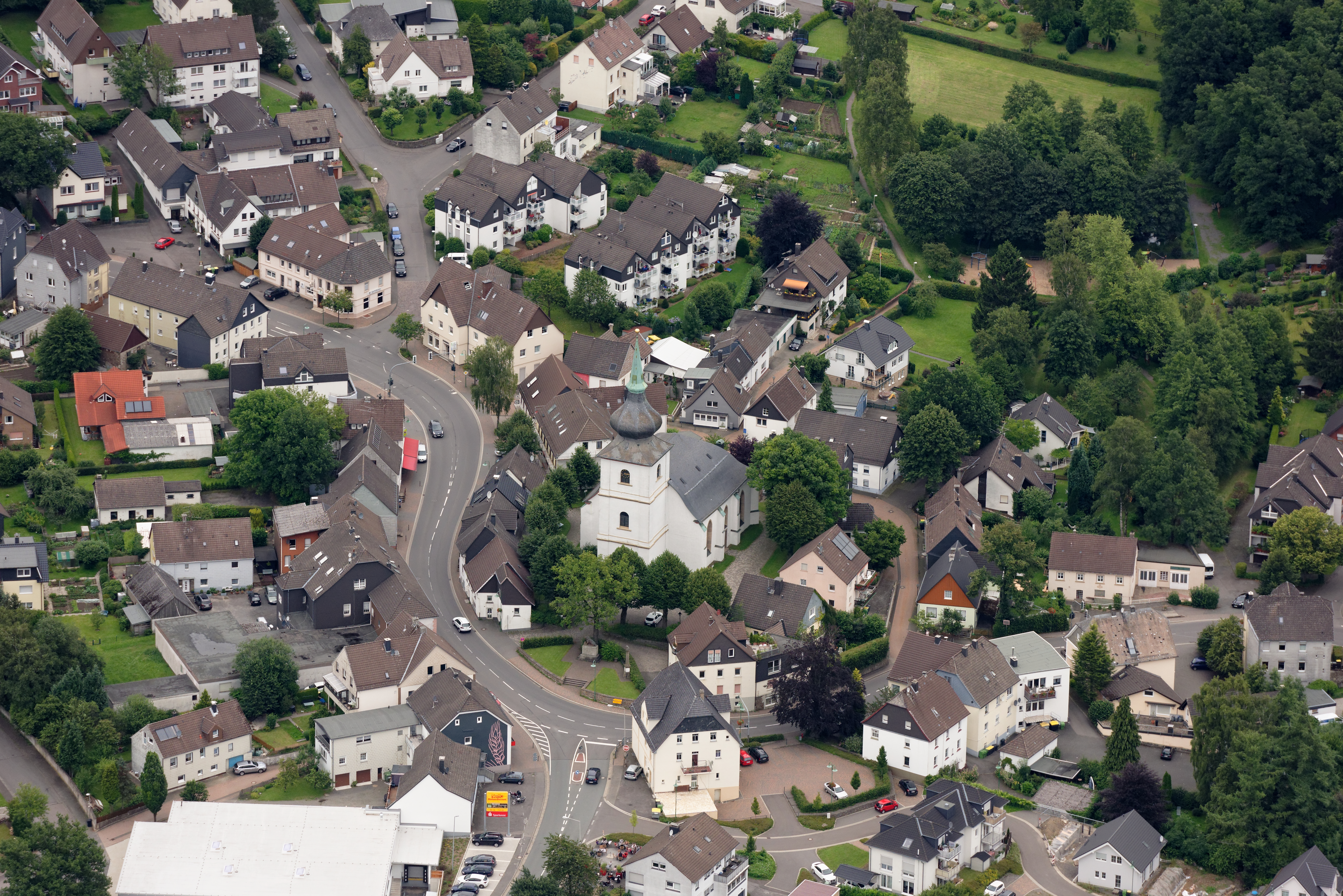
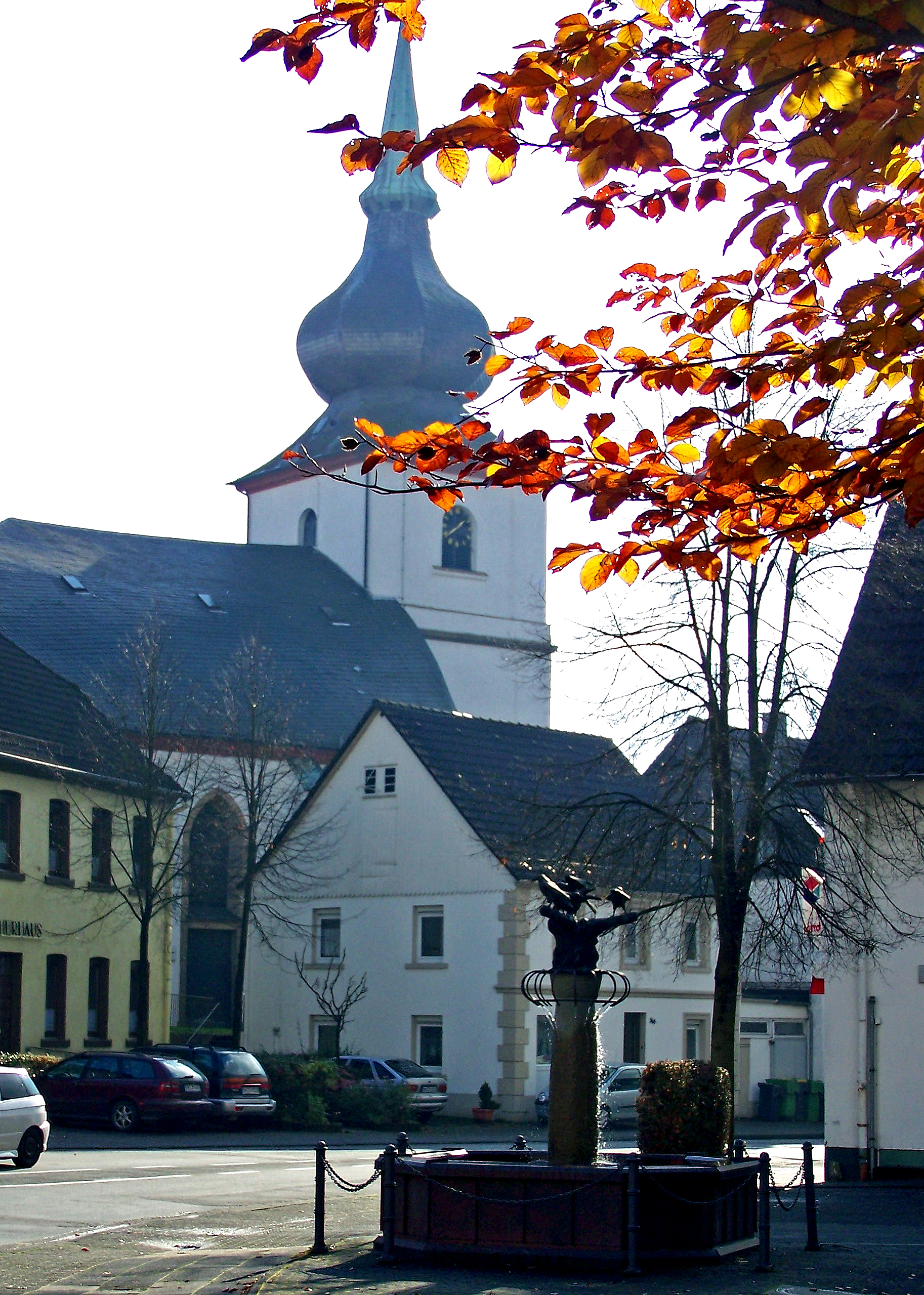
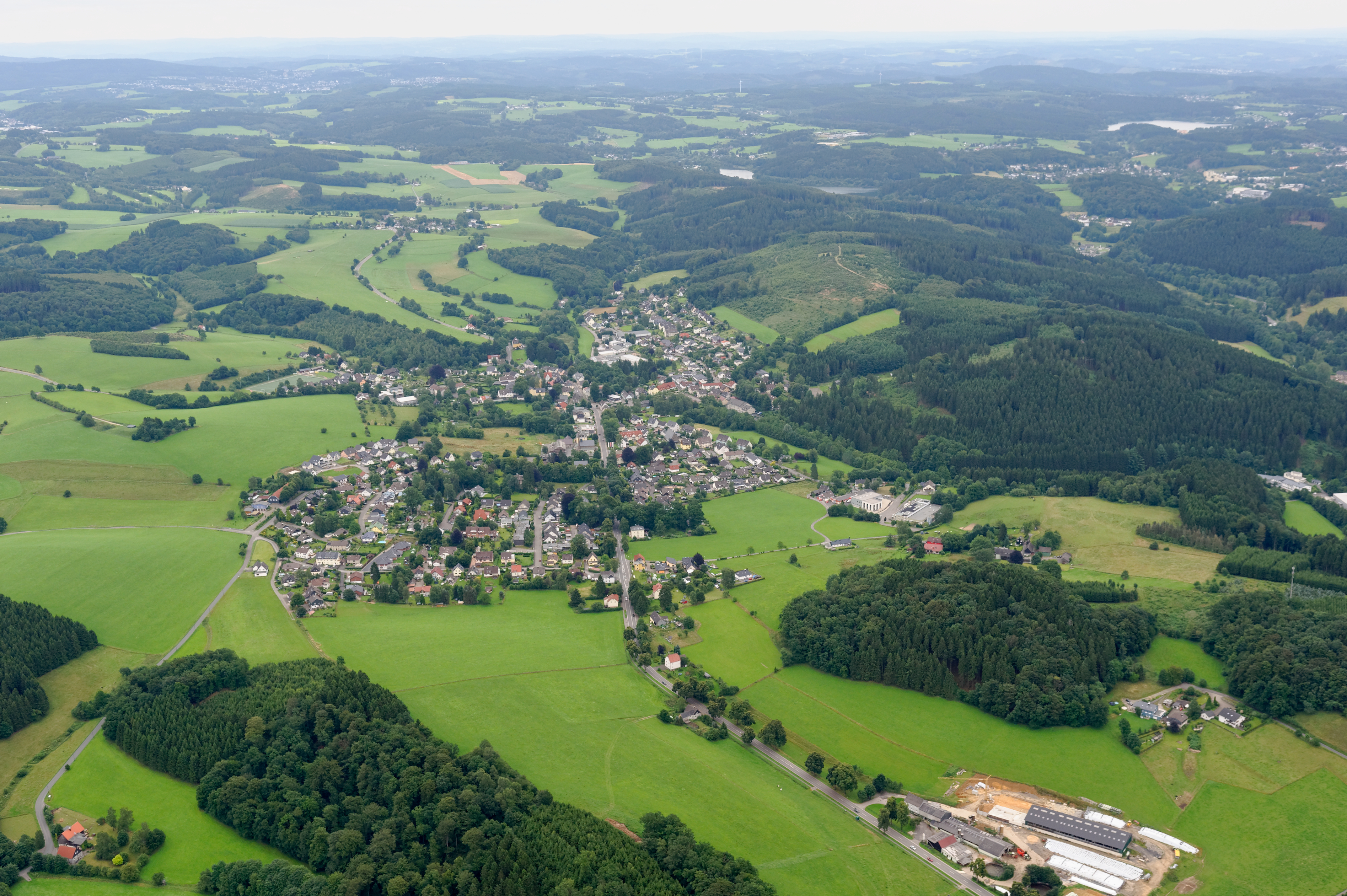
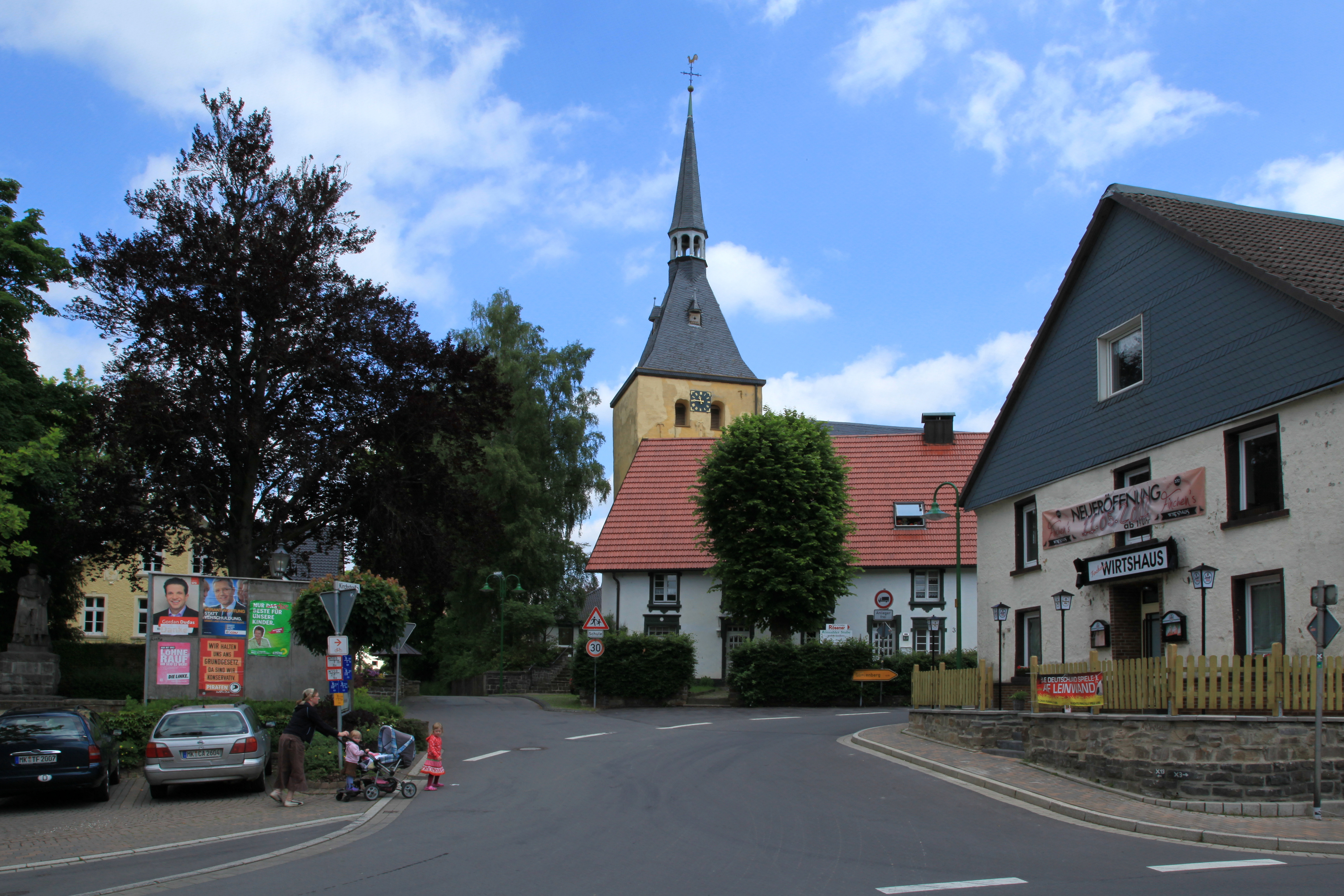
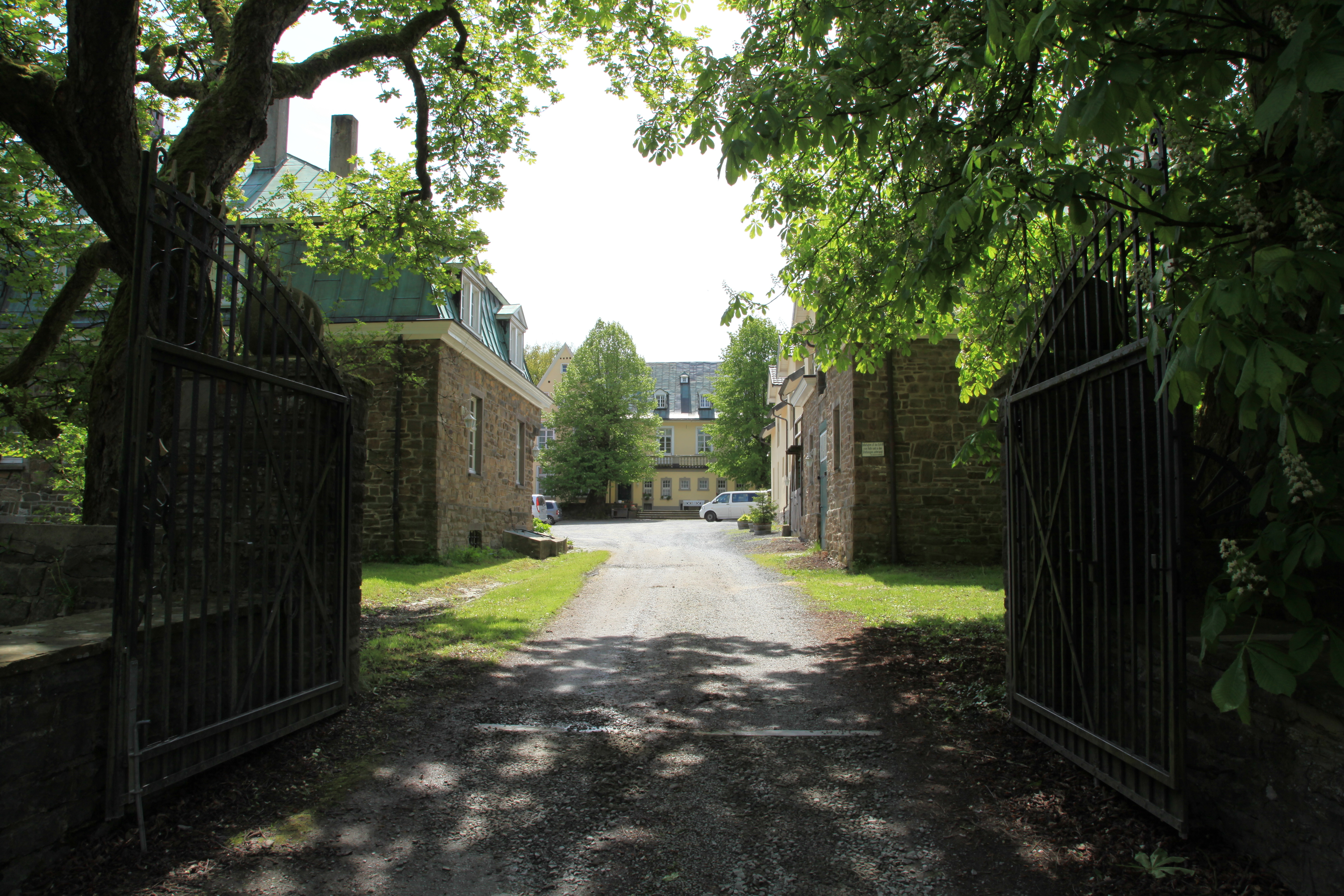
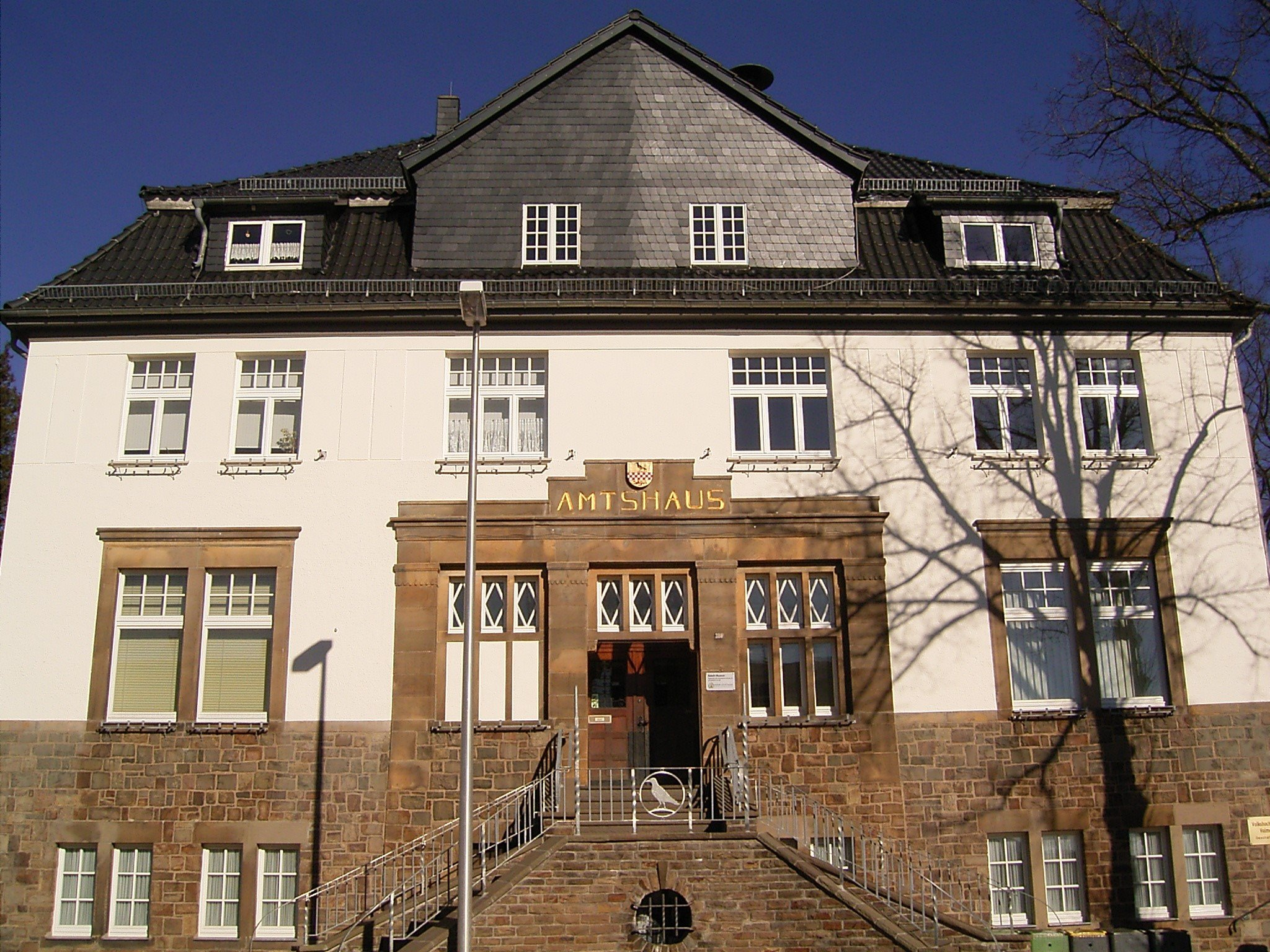
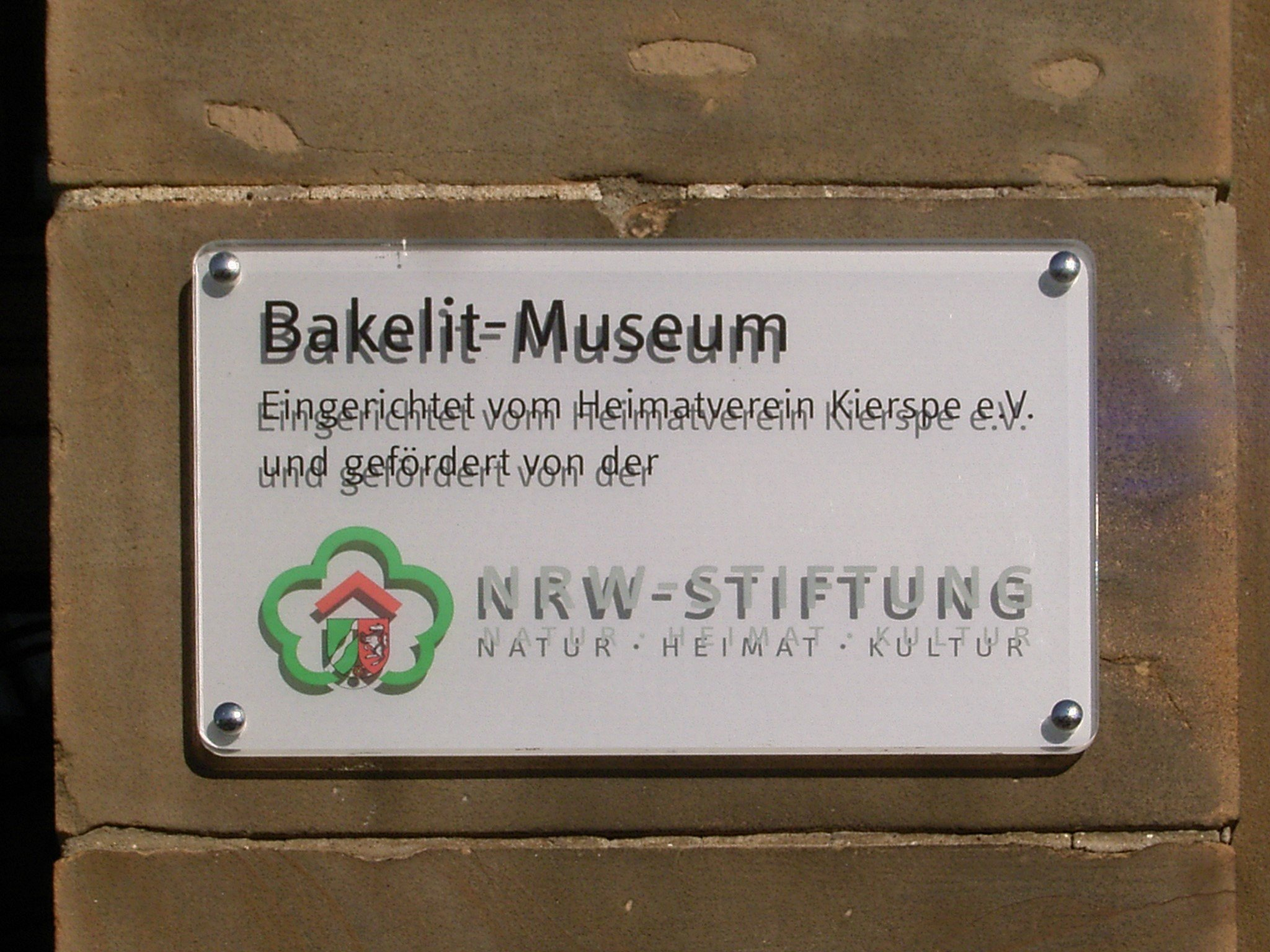
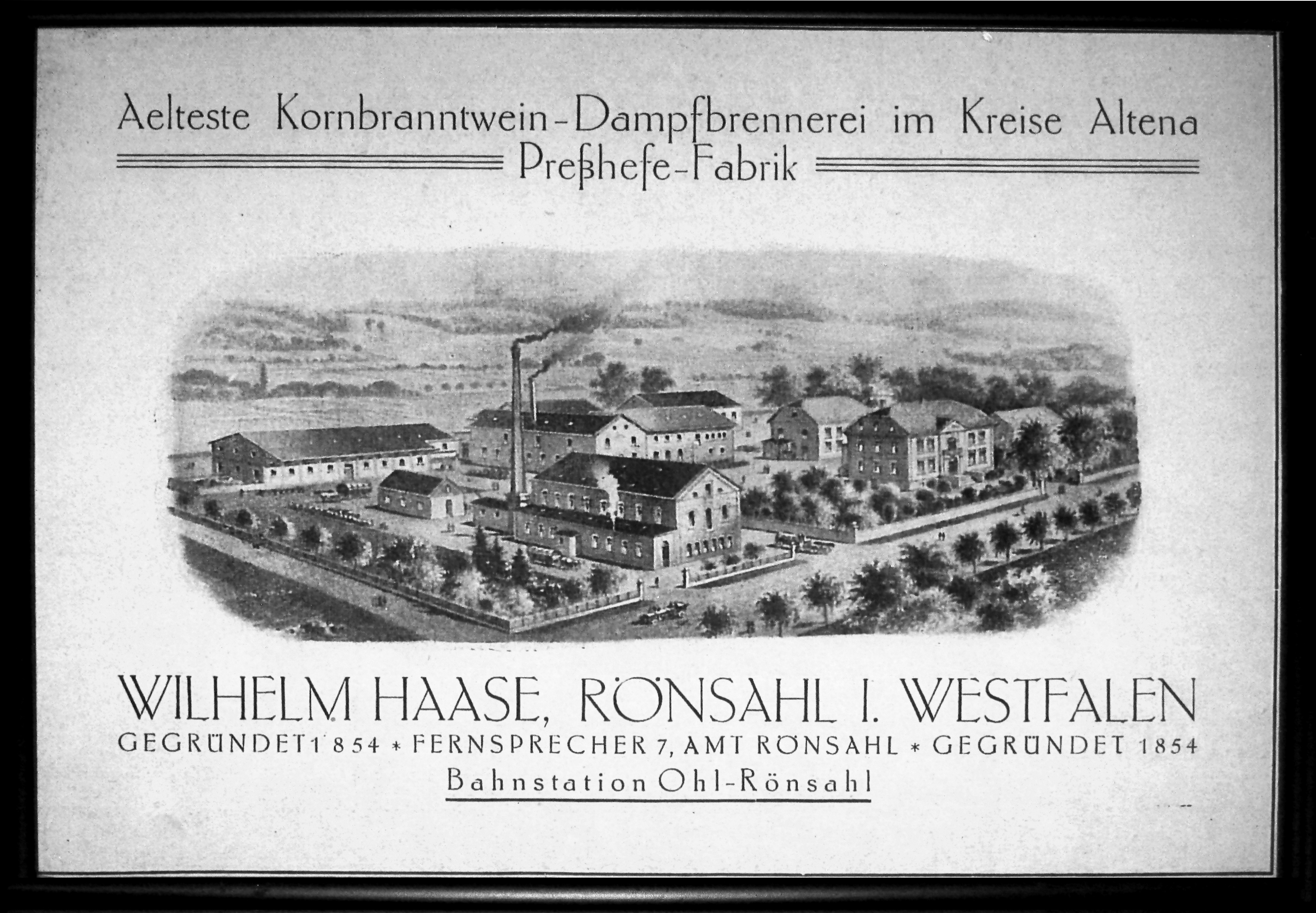

## Nevezetességek
- Szent Margit plébániatemplom
- Bakelit múzeum (Amsthaus)